# Insediamento umano

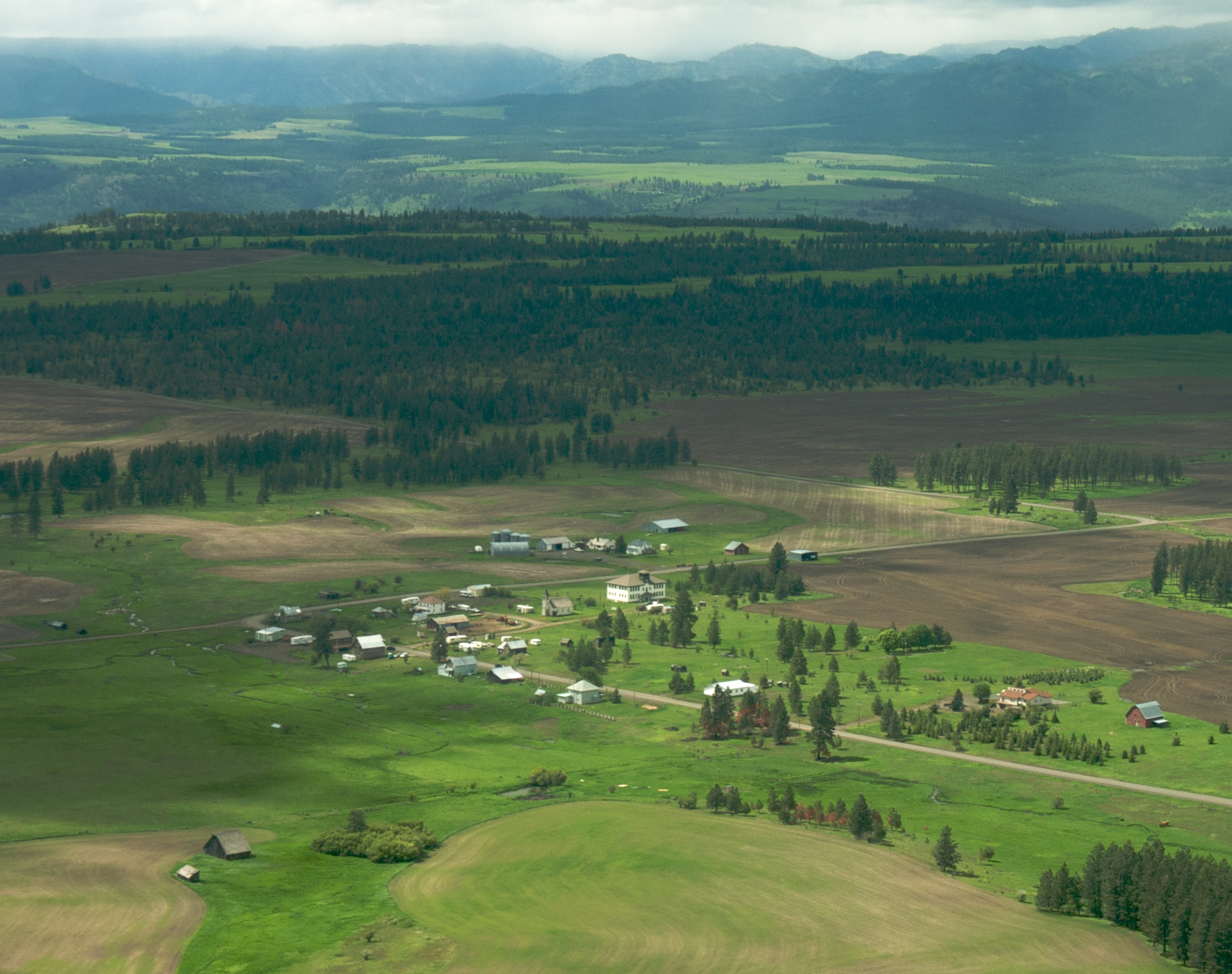
La comunità di Flora (Oregon)

Un insediamento umano, in geografia, statistica e archeologia,  è una comunità in cui vivono delle persone. Il tipo di comunità può variare in base al numero degli abitanti raggruppati e quindi può andare dai luoghi popolati da piccoli gruppi alle grandi aree urbane. Gli insediamenti possono quindi anche includere borgate, villaggi, cittadine e città.
Nel corso della storia dell'uomo si sono sviluppati diversi tipi di insediamenti umani, che possono sommariamente essere divisi in insediamenti dispersi e accumulati. La morfologia urbana può quindi distinguere diversi tipi di insediamenti in base a vari aspetti, come il paesaggio storico-culturale, l'ambiente, le dimensioni, la centralità rispetto ad un punto di riferimento o altro. Luoghi popolati possono essere anche abbandonati. In questo caso si parla di città fantasma.
Il più antico insediamento umano conosciuto si trova nella Gola di Olduvai e risale a 2 500 000 anni fa. Shangai è la più grande megalopoli del mondo con una superficie di circa 6400 km². Il primo insediamento diffuso statale, il primo stato, destinato a scomparire fisicamente nel ventunesimo secolo, a causa dell'innalzamento del livello del mare, è probabilmente quello di Tuvalu.

## Tipologie di insediamenti
Il progresso umano e il fenomeno dell'urbanizzazione ha portato gran parte dell'umanità dallo smettere di essere cacciatrice/raccoglitrice senza fissa dimora, o dal vivere per esempio nelle Caverne o dal nomadismo, peraltro ancora presente in alcune zone, a vivere in centri sempre più organizzati ma tuttora di vario tipo. 
- Insediamento sparso 
  - Popolazioni nomadi
  - Comune sparso
  - Comuni montani
  - Comuni rurali
- Insediamento accentrato rurale
  - Tribù sedentarie
  - Piccoli centri elementari come le frazioni
  - Villaggi (1000-2000 abitanti)
  - Villaggi-centro (2000-3000 abitanti)
  - Borghi (3000-6000 abitanti)
  - Cittadine rurali (8000-12000 abitanti)
- Insediamento accentrato urbano[1][2]
  - Frazioni
  - Comuni di varia grandezza
  - Città
  - Aree metropolitane
  - Megalopoli

Altri particolari tipi di insediamento sono le piccole isole, che in genere sono di tipo diffuso ma possono essere estremamente accentrate come l'Atollo di Malé sede dell'omonima capitale delle Maldive.

## Statistica
A livello nazionale vengono adottate diverse definizioni e classificazioni degli insediamenti umani in ogni paese

### Italia
In Italia una località abitata è l'«area più o meno vasta di territorio, conosciuta di norma con un nome proprio, sulla quale sono situate una o più case raggruppate o sparse. Si distinguono tre tipi di località abitate: centro abitato, nucleo abitato e case sparse». Un centro abitato è una località composta di più edifici che ha una vita sociale autonoma.